# The Fog of War
The Fog of War (Original: The Fog of War: Eleven Lessons from the Life of Robert S. McNamara) ist ein US-amerikanischer Dokumentarfilm des Regisseurs Errol Morris. Der Film handelt vom Leben des früheren Verteidigungsministers der USA, Robert S. McNamara während des Kalten Krieges. Er gewann verschiedene Preise, darunter den Academy Award für den Besten Dokumentarfilm.
Der Film porträtiert Robert S. McNamaras Leben vornehmlich in den Jahren 1961–1968. Als US-Verteidigungsminister war er in diesen Jahren maßgeblich an den Entscheidungen während der Kubakrise beteiligt. Er war zudem für den Verlauf des US-Engagements im Vietnamkrieg mitverantwortlich.

## Konzept und Inhalt
Die Grundlage des Films bildet ein Interview mit McNamara, das ihn in Großaufnahme auf einem Stuhl sitzend zeigt. Den Fragensteller (den Regisseur Errol Morris) kann man hören, aber nicht sehen. Größtenteils handelt es sich jedoch um einen Monolog von McNamara, der in seinem Redefluss kaum unterbrochen wird. Die zwischendurch eingeblendeten historischen Filmaufnahmen, Tondokumente und Bilder dienen als Unterlegung von McNamaras Ausführungen und sind von Morris in "elf Lektionen" (eleven lessons) unterteilt, die McNamara aus seinem Leben und in Bezug auf Staats- und Kriegsführung während des Kalten Kriegs gezogen habe. Dabei beleuchtet McNamara sowohl seine persönliche Vita und seinen Aufstieg zum Verteidigungsminister, als auch seine Einschätzung und Charakterisierung von anderen politischen Größen wie John F. Kennedy und Lyndon B. Johnson. Er veranschaulicht und verteidigt teilweise militärische Positionen und Denkweisen im Zusammenhang mit der Kubakrise und dem Vietnamkrieg, äußert jedoch auch Kritik an einzelnen Entscheidungen seiner früheren Arbeitgeber und Vorgesetzten. Seine Selbstkritik bleibt meist allgemein und kryptisch. Schon zu Beginn des Films betont er, dass alle Menschen Fehler machen, und dass auch er in seinem Leben viele Fehler gemacht habe, ohne jedoch konkreter zu werden. Durch die Großaufnahmen werden die teilweise sehr emotionalen Reaktionen McNamaras auf seine eigenen Erinnerungen aufgefangen, beispielsweise, als er mühevoll Tränen unterdrückend vom Attentat auf Kennedy berichtet. Da der Film im Jahr 2003, also gleichzeitig mit dem Beginn des Irakkriegs erschien, wurde McNamara mehrfach zu diesem und zum Bezug seiner Aussagen auf den aktuellen Konflikt befragt. Dazu Stellung zu beziehen, lehnte er jedoch stets ab. Er sagte, es sei nicht seine Aufgabe, den heutigen Verteidigungsminister zu beurteilen. In der Dokumentation selbst gibt es jedoch eine Passage, in der McNamara erklärt, dass, wenn viele Staaten mit ähnlichen Wertesystemen wie dem der USA zu anderen Einschätzungen internationaler Konflikte kämen als man selbst, man seine eigene Position hinterfragen müsse. Dies wurde vielfach als indirekte Stellungnahme zum Irakkrieg verstanden.

## Entstehung
Der Regisseur Errol Morris sagte, er sei zu diesem Film inspiriert worden, als er das Buch Wilson’s Ghost: Reducing the Risk of Conflict, Killing, and Catastrophe in the 21st Century von McNamara gelesen hatte. Daraufhin begann er den ehemaligen Verteidigungsminister zu interviewen, was zu Aufnahmen von über 20 Stunden Dauer führte.
Morris und McNamara waren sich nicht immer einig über die Interpretation des Filmes. Dies führte dazu, dass eine Bonus-DVD veröffentlicht wurde, in der zehn zusätzliche Lehren von Robert McNamara enthalten waren.

## Rezeption
„…Nur wird in Fog of War sehr bald deutlich, dass McNamara gerade so viel an moralischer Verantwortung eingesteht, wie für seinen Seelenfrieden verträglich ist. Morris, zweifellos ein technisch hervorragender Filmemacher, degradiert sich dabei zum Erfüllungsgehilfen. Gemeinsam mit McNamaras Autobiographie In Retrospect fungiert Fog of War als Lebenszeugnis eines Mannes, dem es angesichts der politischen Reichweite seiner Entscheidungen entschieden an kritischer Distanz mangelt. Er ringt sich schwerwiegende Selbsteinschätzungen ab wie die, dass, hätten die USA den Zweiten Weltkrieg verloren, er und General Curtis E. LeMay ganz sicher der Kriegsverbrechen angeklagt worden wären - um etwas später im Film, bei der Frage der Verantwortung für die Napalmteppiche, wieder in den Nebel des Vergessens abzutauchen. Die Antwort auf Morris´ Frage, wer denn letztendlich die politische Verantwortung für den Vietnam-Krieg getragen habe, fällt eindeutig aus: Der Präsident.“

## Auszeichnungen (Auswahl)
- 2003: Chicago Film Critics Association Award in der Kategorie Bester Dokumentarfilm
- 2003: National Board of Review Award als beste Dokumentation für The Fog of War
- 2003: Los Angeles Film Critics Association als beste Dokumentation für The Fog of War
- 2003: Washington D.C. Area Film Critics als beste Dokumentation für The Fog of War
- 2004: Independent Spirit Awards 2004 in der Kategorie Bester Dokumentarfilm
- 2004: Academy Award für den Besten Dokumentarfilm
- 2019: Aufnahme in das National Film Registry